# Люшня (футбольний клуб)
ФК «Люшня» (алб. Klubi Futbollit Lushnja) — албанський футбольний клуб з однойменного міста, заснований у 1927 році. Виступає в Суперлізі. Домашні матчі приймає на стадіоні «Абдуррахман Роза Хажу», місткістю 8 000 глядачів.